# Mediaprint & Kapa Pressegrosso
Mediaprint & Kapa Pressegrosso je distributorem tisku s téměř devíti tisíci prodejních míst, což představuje asi 90 % trhu.

## Vznik
Podnik založil v roce 1992 mediální podnikatel Ivan Kaufmann jako sesterskou společnost stejnojmenné slovenské firmy.

## Vlastníci podniku
Firmu nyní vlastní čtyři vydavatelé novin a časopisů. Největší podíl patří společnosti Komunikace 2000 (45 %), která vlastní vydavatelský dům Burda. Vydavatel porno a hobby časopisů PK 62/RF HOBBY ovládá 22% podíl. Necelých osmnáct procent patří největší české mediální společnosti MAFRA. Ani ne čtyřprocentní podíl drží firma BM Logistic, která vydává časopisy o bydlení a autech. Necelých dvanáct procent Mediaprintu patří Janu Plamínkovi.